# De proefkonijnen (film)
De proefkonijnen is een Belgische langspeelfilm van Guido Henderickx uit 1979. In deze dramafilm spelen onder meer Jan Decleir, Peter Faber en Chris Lomme.
Een giftige stof komt vrij bij een bedrijfsongeval in Chemics International. Er vallen doden en heel wat gewonden en directie en overheid minimaliseren de zaak. Noch pers noch vakbonden verdedigen de besmette arbeiders. Een van de beste vrienden van Jef en Herman overlijdt ook waarna de twee proberen de waarheid toch bekend te maken.

## Rolverdeling
| Acteur         | Personage |
| -------------- | --------- |
| Jan Decleir    | Jef       |
| Peter Faber    | Herman    |
| Chris Lomme    | Ann       |
| An Nelissen    | Rita      |
| Yvonne Delcour | moeder    |
| Vic Moeremans  | trainer   |
| Doris Arden    |           |